# Kungsängslilja
Kungsängslilja (Fritillaria meleagris L.) är en ört i familjen liljeväxter. Kungsängsliljan är en flerårig lök, med en 20 till 30 cm hög blomstjälk. Den har långsmala blad, vanligen en stor, hängande och klockformig smårutig röd blomma. Ibland har den två blommor per individ. Vissa exemplar har vita blommor. Bladen är lansettlika, 5–8 mm breda och matt gröna.
Blomningen sker i maj–juni. Blomman avbildas ofta rutig, vilket ganska väl återger det fläckiga mönstret. Liksom de flesta blommorna i släktet Fritillaria anses Kungsängsliljan vara rådjurssäker. Löken är giftig.
Kungsängsliljan är Upplands landskapsblomma.

## Habitat och biotop
Kungsängslilja är vildväxande i centrala och södra Europa. Den förekommer naturaliserad i Sverige, och är även en vanlig och populär trädgårdsväxt.
I norra Europa förvildas kungsängslilja lätt från odling och kan överleva länge på fuktiga platser.
Växtplatsen är företrädesvis fuktiga strandängar.

### Utbredningskartor
- Norden
- Norra halvklotet – gränslinje markerad för område med Fritillaria melagroides

## Namn och etymologi
Släktnamnet Fritillaria kommer av  latin fritillus – "tärningsbägare" – med syftning på blommans form. Artepitetet meleagris betyder pärlhönefläckig.
Sitt svenska namn har blomman fått efter Kungsängen i sydöstra Uppsala, där den växer rikligt.
I bygdemål förekommer namnen Damspelslilja och Kronlilja.

## Kungsängsliljan i Sverige
Växten lär vara införd i Sverige och förvildad. Enligt vissa källor var det Olof Rudbeck d.ä. som införde den från Nederländerna till Linnéträdgården, universitetets dåvarande botaniska trädgård. Helt visst finns blomman upptagen i hans förteckning över växter i Botaniska trädgården, gjord 1658.
I Sverige förekommer kungsängsliljan mest i östra Svealand, i Uppland är den till och med tämligen vanlig. Den är sällsynt i andra landskap från Skåne upp till Dalarna.
Nordens största population av kungsängslilja finns på Uppsala kungsängs naturreservat, som utgörs av sanka slåtterängar i Uppsalas södra utkant, längs med Fyrisåns östra strand. Kungsängsliljan fanns etablerad på Kungsängen senast från och med 1742, och 1745 omnämns växtplatsen av Linné i Flora Suecica. Det var även på Kungsängen som de första exemplen av förvildad kungsängslilja i Sverige hittades.
I Sandemars naturreservat intill herrgården Sandemar väster om Dalarö i Stockholms län finns ett stort bestånd friväxande kungsängsliljor. Den växer även i slottsparken i anslutning till Tyresö slott i Stockholms län.

### Myter
En populär folklig myt hävdar att liljorna på Kungsängen står där efter ett slag mellan svenskar och danskar, Slaget vid Fyrisvallarna, där sveakungen Erik Segersäll vann en stor seger på 980-talet. För varje fallen dansk skall en röd lilja ha växt upp, för varje svensk en vit. Slaget skall ha slutat med en stor svensk seger, vilket skulle förklara varför de vita blommorna var så sällsynta.
En annan folklig myt är att liljorna skulle bli vita under sitt fjärde blomningsår.

## Bilder

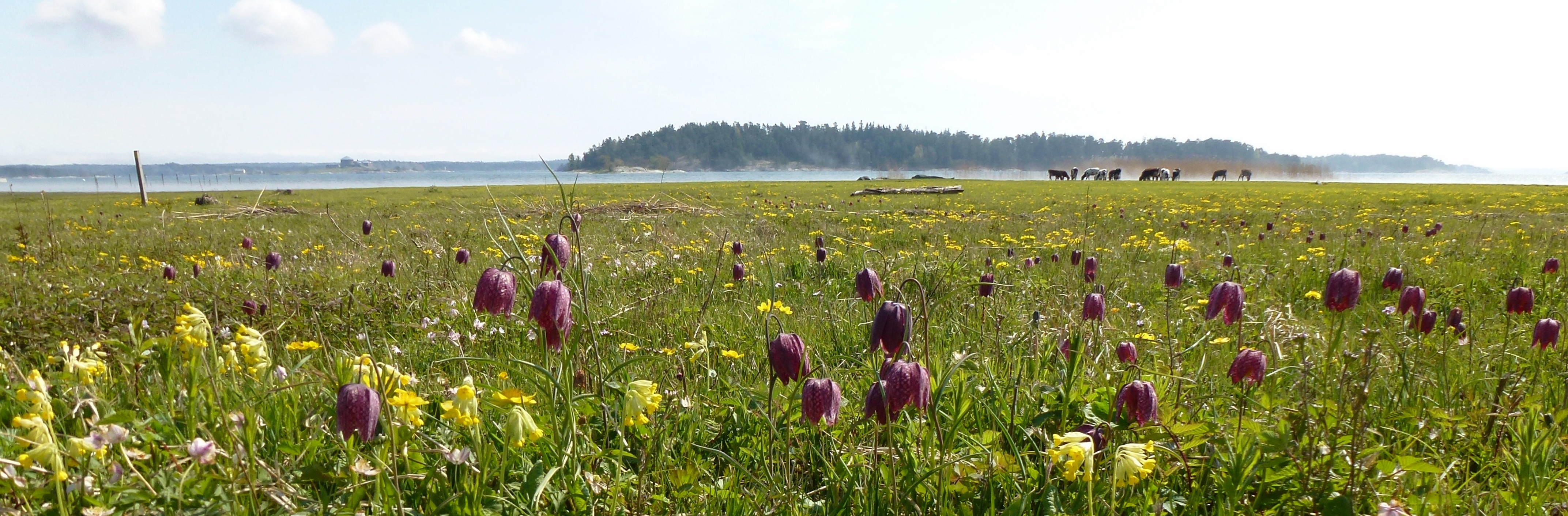
Kungsängslilja och gullviva i Sandemar naturreservat, maj 2012
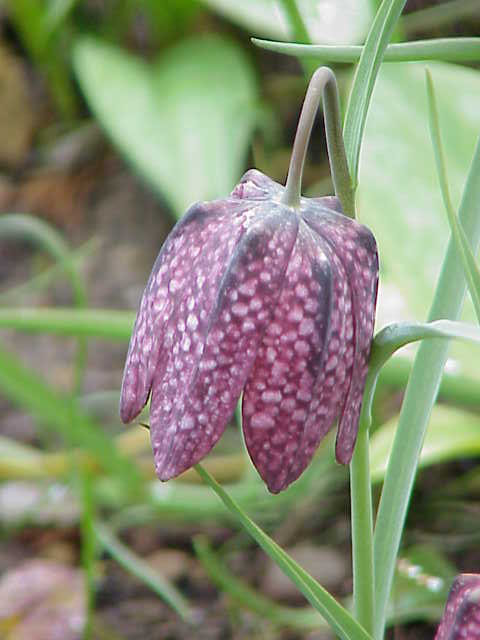
Fritillaria meleagris
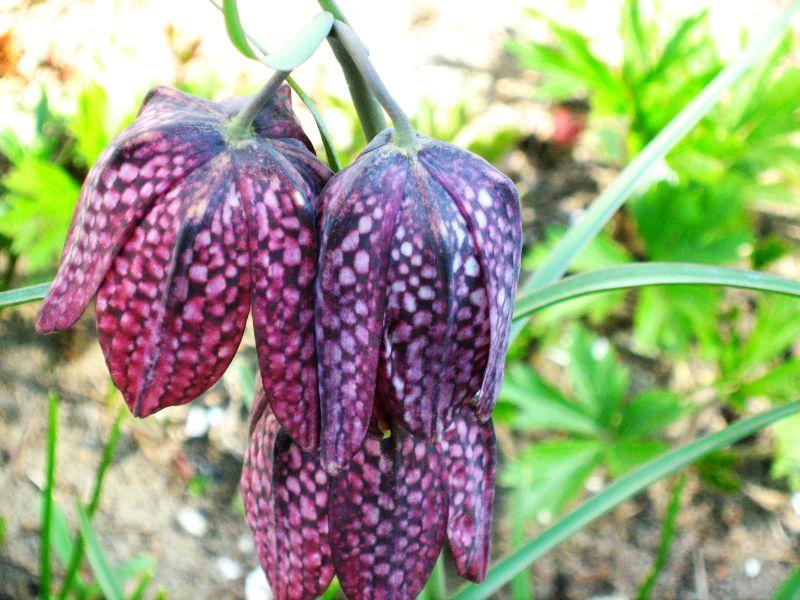
Fritillaria meleagris ssp. tianshanica
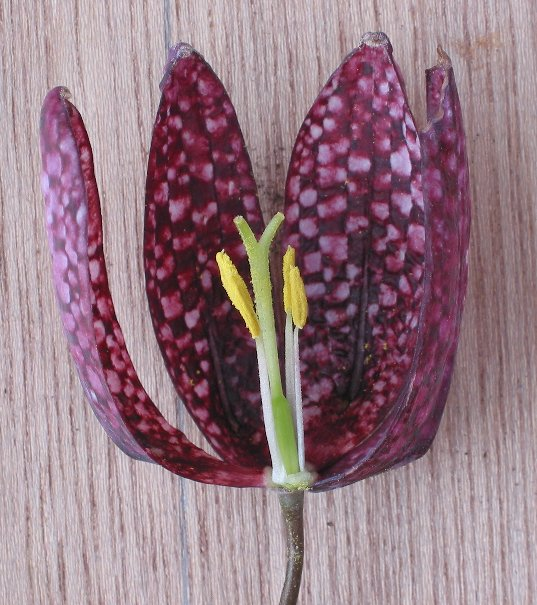
Ståndarna sitter lägre än pistillens märken
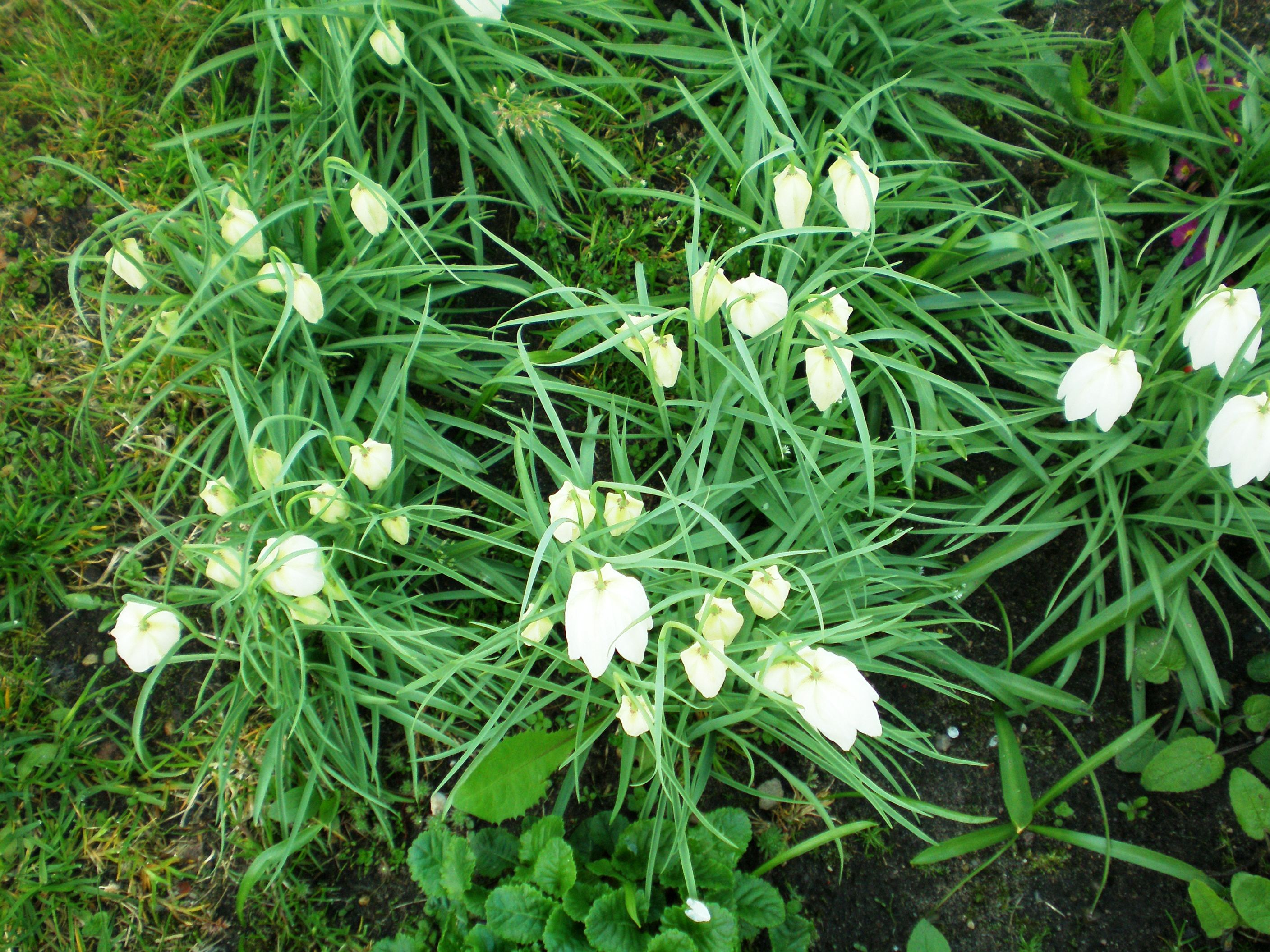
Vita kungsängsliljor
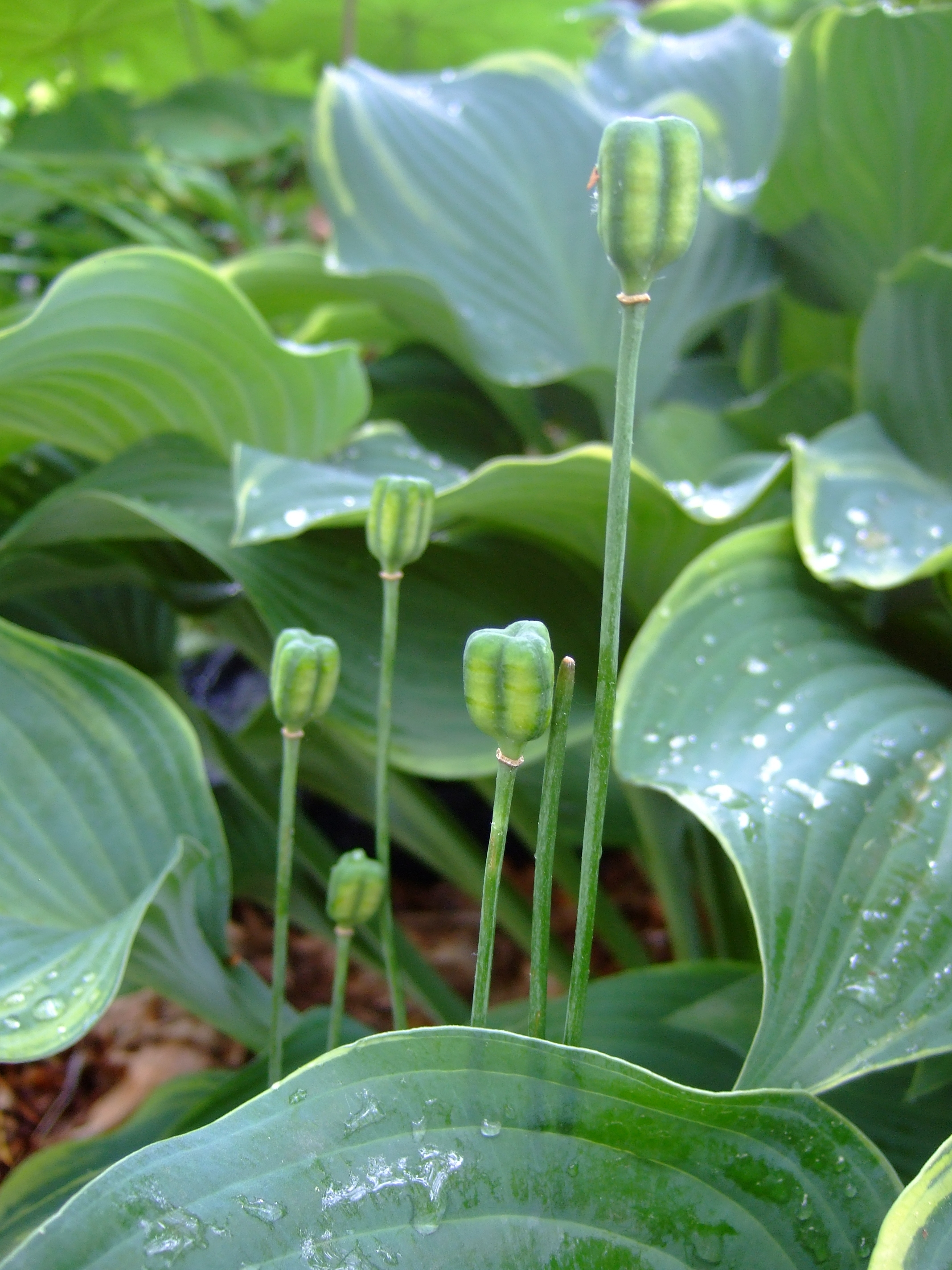
Omogna kapslar
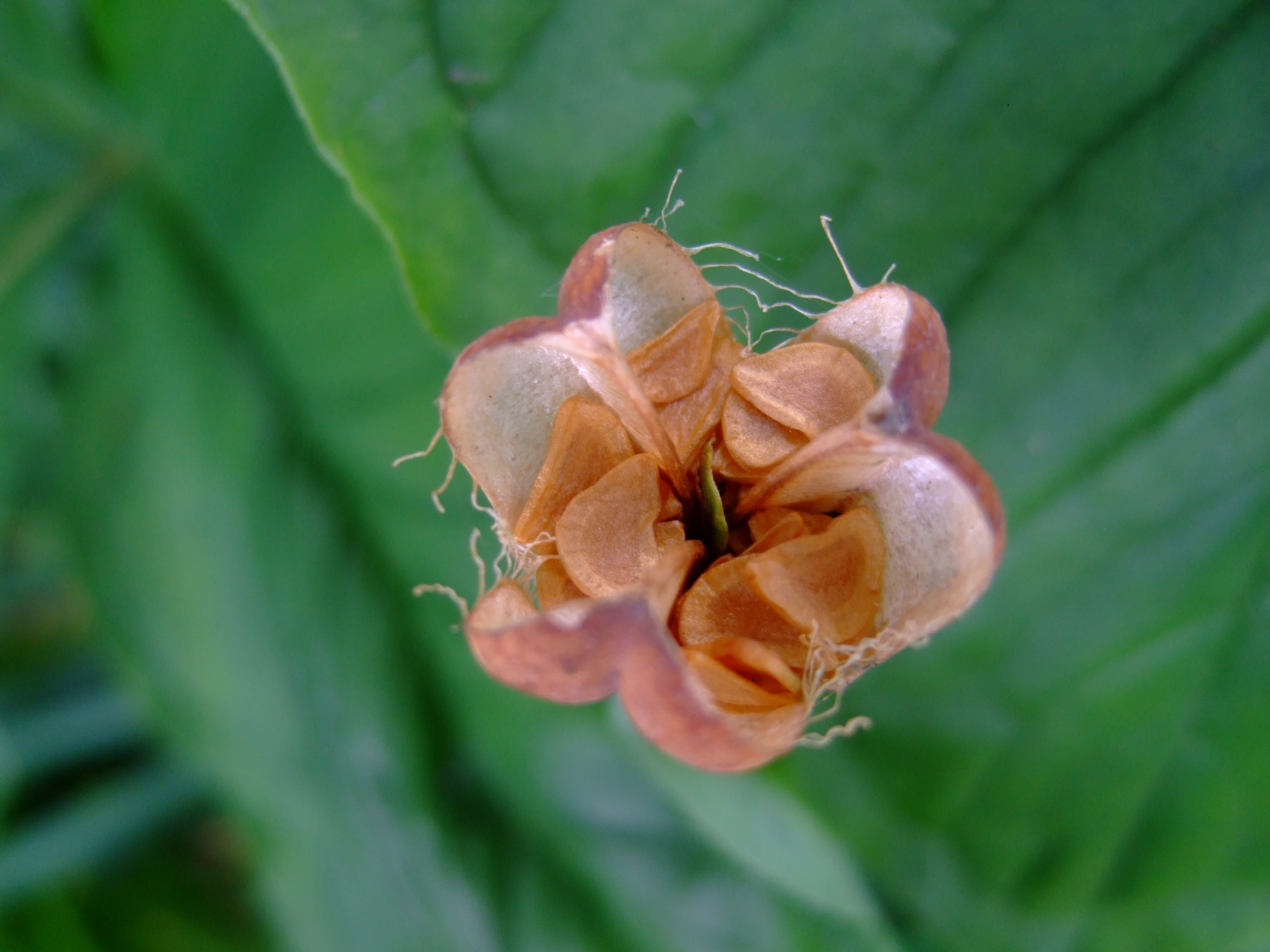
När fröhuset är moget spricker det, och kan släppa ut fröna